# Muhammad Hamidullah
Muhammad Hamidullah (* 19. Februar 1908 in Hyderabad, Indien; † 17. Dezember 2002 in Jacksonville, Florida) war ein indischer islamischer Gelehrter.

## Leben
Hamidullah wuchs als jüngstes von acht Kindern auf. Nachdem er die erste Erziehung durch seine von islamischer Gelehrsamkeit geprägten Familie erhalten hatte, begann er mit der Schulbildung an der Daru'l Ulum Madrasa und der Jamia Nizamia in Hyderabad. Anschließend studierte Hamidullah an der Osmania University internationales Recht. Später hat er sich näher mit Büchern zum islamischen internationalen Recht befasst, wie sie die Bibliotheken des Hidschas, Syriens, Palästinas, Ägyptens und der Türkei bevorraten. Seine Doktorarbeit schrieb Hamidullah 1933 in Bonn an der Rheinischen Friedrich-Wilhelms-Universität zum selben Thema, um anschließend weitere Forschungsarbeiten in Paris zu betreiben. Hamidullah erhielt ein Doktorat (D.ès.L.) an der Sorbonne (Paris) im Jahre 1935. Nebenbei nutzte Hamidullah viele nordafrikanische Bibliotheken. Nach der Rückkehr nach Indien, konnte er seine Arbeit an der Osmania University aufnehmen. Während er 1948 dort als Professor berufen war und sich zeitweilig berufsbedingt im Ausland aufhielt, wurde der Staat Hyderabad durch die Indische Regierung besetzt. Hamidullah beschloss nicht nach Hyderabad zurückzukehren, sondern sich als politischer Flüchtling in Frankreich anzusiedeln.
Hamidullah gab an vielen Universitäten etwa in Frankreich, Ägypten, Pakistan und der Türkei Vorlesungen und organisierte Konferenzen. 1952 begann er an der Universität von Istanbul zu arbeiten, wo er über mehrere Jahre als Professor an der Fakultät für Literatur am Institut für Islamische Forschung sowie in Erzurum an der Fakultät für Islamwissenschaften der Atatürk-Universität tätig war. Nebenbei schrieb er für viele theologische Zeitschriften wissenschaftliche Artikel. Er war auch Mitglied der nationalen französischen Forschungsorganisation (CNRS).

## Veröffentlichungen (Auswahl)
- Le Coran. Traduction intégrale et notes. Paris 1959; Nachdruck 1963.
- Warum fasten? Eine Studie über das Fasten im Islam vom spirituellen und materiellen Standpunkt aus gesehen (= Schriftenreihe des Islamischen Zentrums Genf. Nr. 2). Islamisches Zentrum, Genf und Indo-Oriental Publishing, Zürich. 3. völlig überarbeitete und ergänzte Neuauflage bei Dâr-us-Salâm, Garching bei München 2003. ISBN 3-932129-11-3.
- Der Islam. Geschichte, Religion, Kultur. 2., verbesserte und ergänzte Auflage. Islamisches Zentrum, Aachen und Centre Culturel Islam, Paris 1983. 3., verbesserte und ergänzte Auflage bei Islamisches Zentrum, Aachen 1995. ISBN 3-923861-01-X. Erschien auch als Nr. 19 der Schriftenreihe des Islamischen Zentrums München. 1. Auflage. Islamisches Zentrum, München 1991. ISBN 3-89263-019-4.
- Die Geschichte des Islams (= Hamidullah-Reihe. Band 1). Kitap Kulübü, Köln 2007.
- Die Lehre des Islams (= Hamidullah-Reihe. Band 2). Kitap Kulübü, Köln 2007.
- Die Glaubenspraxis des Islams (= Hamidullah-Reihe. Band 3). Kitap Kulübü, Köln 2007.
- Das Alltagsleben im Islam (= Hamidullah-Reihe. Band 4). Kitap Kulübü, Köln 2007.
- Die Quellen des Islams (= Hamidullah-Reihe. Band 5). Kitap Kulübü, Köln 2007.
- Politik, Wirtschaft und Wissenschaft im Islam (= Hamidullah-Reihe. Band 6). Kitap Kulübü, Köln 2007.
- Das Rechtsverständnis des Islams (= Hamidullah-Reihe. Band 7). Kitap Kulübü, Köln 2007.
- Muhammad – Prophet des Islam. Sein Leben, sein Werk (= Le Prophète de l’Islam).